# Alphonse Théraulaz

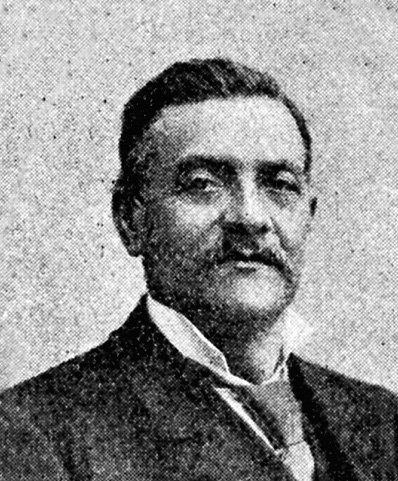
Alphonse Théraulaz

Alphonse Théraulaz (* 27. Dezember 1840 in Versailles, Frankreich; † 1. Februar 1921 in Freiburg; heimatberechtigt in La Roche) war ein Schweizer Politiker.

## Leben
Alphonse Théraulaz wurde als Sohn des Pierre Théraulaz geboren. In erster Ehe war er 1862 mit Pauline Chiffelle verheiratet, der Tochter eines Kaufmanns. 1881 ging er seine zweite Ehe mit Anne-Françoise Weiss ein. Nach deren Tod heiratete er 1883 in dritter Ehe Marie Louise Stéphanie Madeleine Genoud.
Théraulaz besuchte das Kollegium St. Michael in Freiburg. Er war Mitglied des Cercle de l’Union und gemäßigter Konservativer. Von 1875 bis 1914 gehörte er dem Freiburger Grossen Rat an, während er von 1874 bis 1880 und erneut von 1881 bis 1911 als Staatsrat tätig war, in der Direktion des Inneren bzw. der Bau- und Finanzdirektion. Zudem vertrat er den Kanton Freiburg von 1883 bis 1884 im Ständerat und von 1884 bis 1914 im Nationalrat. Als Staatsrat demissionierte Alphonse Théraulaz 1880 aus familiären Gründen, seine zweite Demission 1883 wegen Unverträglichkeit mit seinen geschäftlichen Aktivitäten wurde abgelehnt. Er stand im Schatten von Georges Python, mit dem er sich vor allem in der Steuerpolitik zerstritt. 
An der Pariser Weltausstellung von 1900 förderte Théraulaz das Village suisse. Er war Inhaber mehrerer Verwaltungsratsmandate, unter anderem für die Schweizerische Nationalbank. Théraulaz war ausserdem Alpinist und gründete die Sektion Moléson des Schweizer Alpen-Clubs.